# Общество коллекционеров рождественских виньеток и благотворительных марок
Общество коллекционеров рождественских виньеток и благотворительных марок (англ. Christmas Seal & Charity Stamp Society; сокращённо CS&CSS) — некоммерческая филателистическая организация, занимающаяся коллекционированием рождественских виньеток, благотворительных виньеток, виньеток для сбора средств, почтово-благотворительных марок или полупочтовых марок, где часть стоимости почтовой марки идет на благотворительность. Общество было основано в 1931 году У. Л. Кинкедом (W. L. Kinkead), коллекционером марок и президентом Лиги борьбы с туберкулёзом Нью-Джерси.

## Организация
Насчитывающее более 350 членов по всему миру, Общество коллекционеров рождественских виньеток и благотворительных марок является некоммерческой организацией с избираемыми советом, президентом и секретарем/казначеем: все должности занимаются на общественных началах. Общество аффилировано с Американским филателистическим обществом.

## Каталоги
Общество коллекционеров рождественских виньеток и благотворительных марок начало публиковать каталоги для коллекционеров в 1936 году, когда один из его учредителей Дик Грин (Dick Green) составил каталог Грина, который остается настольной книгой коллекционеров рождественских виньеток США и других стран мира. Ещё одним из первых авторов филателистических изданий Общества коллекционеров рождественских виньеток и благотворительных марок был Рэй Мосбо (Ray Mosbaugh), который составил каталоги виньеток Красного Креста всего мира и виньеток для сбора средств США, выпущенных в иных целях чем борьба с туберкулезом, известные как «All Fund Catalog» («Каталог всех фондов»). Этот каталог разделен на 10 разделов, в которых перечислены сотни обществ, выпускавших виньетки для сбора средств, таких как Easter Seals (U.S.), Boys Town (organization), указанные в разделе «Catholic» («Католические организации»), Национальная федерация дикой природы, указанная в разделе «Pets, Plants, and Wildlife» («Домашние животные, растения и дикая природа»), и Национальная ассоциация содействия прогрессу цветного населения, указанная в этническом разделе.

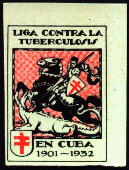

## Деятельность
Общество коллекционеров рождественских виньеток и благотворительных марок было учреждено для продвижения и совершенствования хобби коллекционирования рождественских виньеток, его членам рекомендуется составлять и редактировать специализированные каталоги. Члены Общества выставляют свои коллекции, охватывающие весь спектр виньеток для сбора средств, виньеток различных кампаний и непочтовых марок, на филателистических выставках. В 2009 году Общество коллекционеров рождественских виньеток и благотворительных марок учредило приз имени Эмили Бисселл (Emily Bissell Award) за лучший конкурсный экспонат в классе рождественских виньеток. Его участники встречаются на национальных и международных фимлателистических выставках, где демонстрируются их коллекции и публикации, а образовательные материалы распространяются на стендах общества. Статьи и информация распространяются через их отмеченный наградами ежеквартальный журнал «Seal News», в котором есть аукцион Общества, на котором члены Общества могут покупать и продавать дубликаты из своей коллекции.